# Бутово (смт)
Бу́тово (рос. Бутово) — селище міського типу у складі Ленінського міського округу Московської області, Росія.
До 2019 року селище мало статус присілка.

## Населення
Населення — 5970 осіб (2021; 81 у 2010, 52 у 2002).
Національний склад (станом на 2002 рік):
- росіяни — 84 %